# Fédération coopérative
Une fédération coopérative est une organisation dont les membres sont eux-mêmes des coopératives. Si la fédération est elle-même une coopérative, on parle de coopérative de deuxième degré. Historiquement, celles-ci viennent principalement sous la forme de sociétés coopératives de consommation et d'unions de coopératives.
Les fédérations de coopératives sont un moyen par lequel les coopératives peuvent remplir le sixième principe de Rochdale, la coopération entre les coopératives ; l'Alliance coopérative internationale (ICA) note à ce propos que « les coopératives servent leurs membres et renforcent le mouvement coopératif en travaillant ensemble à travers des structures locales, nationales, régionales et internationales ».

## Liste de fédérations coopératives

### International
- Alliance coopérative internationale (ACI)
- Conseil mondial des coopératives de crédit

### Amérique du Nord

#### Canada
- Fédération des caisses populaires Desjardins du Québec
- Fédération québécoise des coopératives en milieu scolaire
- Fédération des coopératives funéraires du Québec
- La Coop fédérée
- Confédération québécoise des coopératives d'habitation
- Fédération des coopératives forestières du Québec
- Federated Coop
- Coopératives et mutuelles Canada
- Federation of Alberta Gas Co-ops
- Fédération des caisses populaires acadiennes
- Farmers Co-operative Dairy Ltd.
- Fédération canadienne des coopératives de travail
- Co-op Atlantic
- Fédération des coopératives du Nouveau-Québec

### Asie
- Karachi Co-operative Housing Societies Union au Pakistan

### Europe

#### France

##### Statuts possibles
- Association loi de 1901
- Syndicat
- Union de sociétés coopératives ouvrières de production[4]
- Union de coopératives (coopérative loi 47)[5]
- Union d'économie sociale [6]

##### Exemples de fédérations
Secteur agricole
Les fédérations suivantes associent des coopératives agricoles (qui elle-même associent des entreprises qui ne sont pas nécessairement coopératives). Ces fédérations sont représentées par la confédération Coop de France.
- Fédération Nationale des Coopératives Laitières
- Confédération des Coopératives Vinicoles de France
- Fédération Nationale des Coopératives de Collecte et de Transformation de la Betterave
- Fédération Nationale des Coopératives Apicoles Françaises
- Fédération Française de la Coopération Fruitière, Légumière et Horticole
- Fédération Syndicale du Teillage Agricole du Lin
- Fédération Nationale des Coopératives d'Utilisation de Matériel Agricole
- Fédération Nationale des Distilleries Coopératives Vinicoles
- Union de la Coopération Forestière Française

Généraliste
- La Confédération générale des SCOP (association loi de 1901)